# Арутюнян, Нагуш Хачатурович
Нагу́ш Хачату́рович Арутюня́н (арм. Նագուշ  Հարությունյան; 10 (23) ноября 1912, Ереван, Российская империя — 18 января 1993, Москва, Россия) — армянский советский учёный в области механики и государственный деятель. Академик АН Армянской ССР, доктор технических наук, профессор. Заслуженный деятель науки Армянской ССР. Председатель Президиума Верховного Совета Армянской ССР (1963—1975).

## Биография
Родился в Ереване Эриванской губернии в семье военного врача Арутюняна Хачатура Наапетовича (1882 — 6 января 1919) и Арутюнян (Бабаханян) Арменуи Аракеловны (декабрь 1890 — апрель 1968). Армянин. Окончил в 1930 г. Ереванский индустриальный техникум (техник-гидротехник), в 1936 г. Военно-инженерную академию имени В. В. Куйбышева (инженер-гидротехник) и в 1941 г. аспирантуру Ленинградского политехнического института имени М. И. Калинина. Кандидат технических наук (1941), доктор технических наук (1949), профессор (1.07.1950). Академик АН Армянской ССР (24.11.1950). Заслуженный деятель науки Армянской ССР (1962). Инженер-майор (1944).
В 1926—1930 гг. студент гидротехнического факультета Ереванского индустриального техникума, в 1931—1936 гг. слушатель гидротехнического факультета Военно-инженерной академии. В 1936—1937 гг. старший инженер Ереванского управления СеванЗангустроя; одновременно ассистент кафедры механики Ереванского политехнического института. В 1937—1941 гг. аспирант Ленинградского политехнического института. С июля 1941 г. до 1945 г. служил в Красной Армии в системе оборонительного строительства, участник Великой Отечественной войны: начальник колонны 233-го участка военно-строительных работ 73-го управления военно-полевого строительства 21-го управления оборонительного строительства (УОС) на Северо-Западном фронте, командир 16-го военно-строительного отряда 6-го управления военно-полевого строительства 21-го УОС на 1-м Прибалтийском (с февраля 1945 г. — 3-м Белорусском) фронте. В 1945—1950 гг. младший научный сотрудник, старший научный сотрудник сектора математики и механики АН Армянской ССР, с 24 ноября 1950 г. до 28 февраля 1952 г. свободный член Президиума АН, с 28 февраля 1952 г. до 16 ноября 1955 г. академик-секретарь отделения технических наук АН, с 3 ноября 1955 г. до 1960 г. заведующий лабораторией ползучести и прочности Института математики и механики, с 6 января 1960 г. до 17 мая 1961 г. (первый) вице-президент АН Армянской ССР; одновременно с 21 ноября 1945 г. старший преподаватель кафедры статики сооружений, с 31 мая 1947 г. доцент, а с 1 июля 1950 г. до 1 сентября 1951 г. профессор кафедры сопротивления материалов Ереванского политехнического института имени Карла Маркса. С 1 сентября 1951 г. профессор кафедры теоретической механики, в 1958—1978 гг. заведующий кафедрой сплошных сред (теории упругости и пластичности) и с 11 мая 1961 г. до 4 апреля 1963 г. ректор Ереванского государственного университета. С 3 апреля 1963 г. до 3 июля 1975 г. председатель Президиума Верховного Совета Армянской ССР и с 19 декабря 1963 г. до 9 июля 1975 г. заместитель Председателя Президиума Верховного Совета СССР. С 23 апреля 1975 г. до декабря 1991 г. персональный пенсионер союзного значения. С 3 июля 1975 г. до 1 декабря 1976 г. заведующий отделом механики сплошной среды Института механики АН Армянской ССР. С 1 января 1977 г. старший научный сотрудник — научный консультант отдела динамики неупругих сред, с 1 июля 1977 г. заведующий сектором, а с 20 ноября 1978 г. до 12 сентября 1988 г. заведующий лабораторией механики вязкоупругих тел Института проблем механики (ИПМех) АН СССР, с 12 сентября 1988 г. до 15 января 1991 г. и. о. заведующего лабораторией механики вязко-упругих тел (на общественных началах), с 15 января до 14 марта 1991 г. главный научный сотрудник — консультант ИПМех, с 1 апреля 1991 г. главный научный сотрудник — консультант лаборатории моделирования нелинейных процессов ИПМех АН СССР (РАН); с 1978 г. профессор кафедры механики факультета прикладной математики Московского института электронного машиностроения.
Член Коммунистической партии с января 1942 г. до ноября 1991 г. (кандидат в члены ВКП(б) в 1940—1942 гг.). Член ЦРК КПСС в 1966—1976 гг. Член ЦК Компартии Армении с 23 сентября 1961 г. до 22 января 1976 г., член Президиума (с 20 апреля 1966 г. — Бюро) ЦК Компартии Армении с 27 апреля 1963 г. до 30 июля 1975 г. Депутат Верховного Совета СССР 6-9 созывов. Член Комитета Парламентской группы СССР с 25 апреля 1962 г. Депутат Верховного Совета Армянской ССР 6-8 созывов. Ответственный редактор журнала «Известия АН Армянской ССР. Серия физико-математических наук» в 1957—1964 гг., ответственный редактор журнала «Известия АН Армянской ССР. Механика» в 1966—1986 гг. и член редколлегии журнала «Известия АН Армянской ССР. Механика (проблемы механики сплошной среды и конструкций)» с 1986 г.; заместитель главного редактора журнала «Известия АН СССР. Механика твёрдого тела» в 1976—1989 гг. и член редколлегии журнала с 1966 г.
Умер после продолжительной болезни 18 января 1993 г. в Москве; похоронен на Троекуровском кладбище. На доме в Ереване (проспект Месропа Маштоца, 9), где жил Н. Х. Арутюнян, установлена мемориальная доска.
Супруга (с 1943 г.) Арутюнян Зоя Николаевна (5 ноября 1922 — 12 июля 2019), участница Великой Отечественной войны. Похоронена на Троекуровском кладбище (участок 3).

## Образование
- 1926—1930 — студент Ереванского индустриального техникума.
- 1930—1936 — учёба в Военно-инженерной академии имени Куйбышева.
- 1937—1941 — аспирант Ленинградского политехнического института.

## Трудовая деятельность

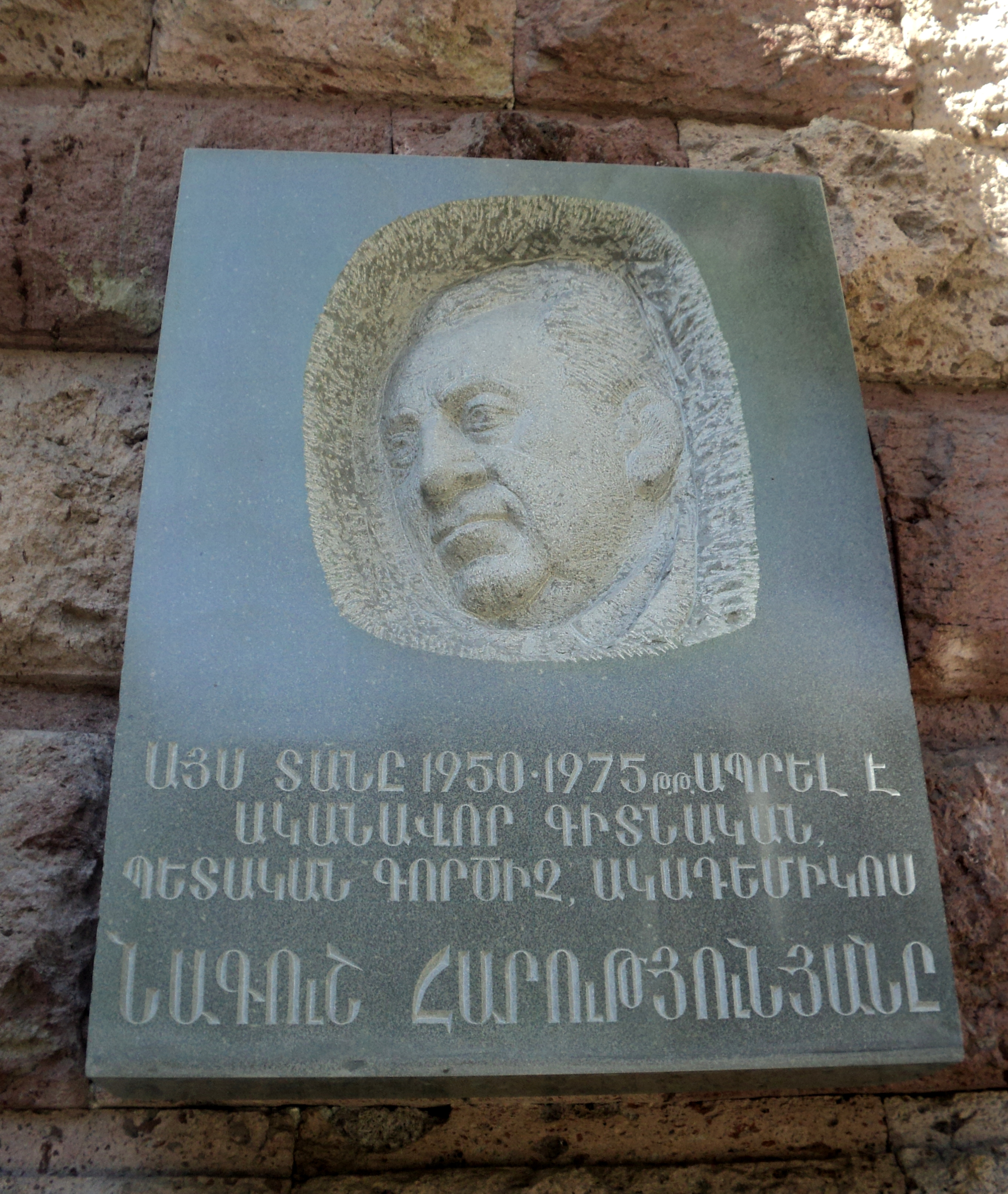
Мемориальная доска Арутюняну в Ереване (проспект Месропа Маштоца, 9)

- 1936—1937 — ведущий инженер Управления «Севан — Зангустрой» (Армянская ССР).
- 1941—1945 — в РККА, командир 16-го Военно-строительного отряда 21 управления оборонительного строительства I Прибалтийского и III Белорусского фронтов.
- 1945—1951 — преподаватель в Ереванском политехническом институте. Профессор кафедры теоретической механики Ереванского государственного университета.
- 1952—1956 — академик-секретарь Отделения технических наук Академии наук Армянской ССР.
- 1955—1959 — заведующий Лабораторией ползучести и прочности Института математики и механики Академии наук. Вице-президент Академии наук Армянской ССР.
- 1956 — вошёл в Первоначальный состав Национального комитета СССР по теоретической и прикладной механике.
- 1958—1978 — руководитель кафедры упругости и пластичности Ереванского государственного университета.
- 1961—1963 — ректор Ереванского государственного университета.
- 1963—1975 — председатель Президиума Верховного Совета Армянской ССР. Член Бюро ЦК КП Армении.
- 1966—1976 — член Центральной Ревизионной Комиссии КПСС.
- 1975 — руководитель лаборатории механики вязкоупругих тел Института проблем механики Академии наук СССР профессор кафедры механики Московского института электронного машиностроения.

Депутат Совета Национальностей Верховного Совета СССР 6-9 созывов (1962—1979) от Араратского избирательного округа № 398 Армянской ССР. Заместитель Председателя Президиума Верховного Совета СССР 9 созыва (1974—1979).

## Награды и звания
- Инженер-майор.
- Орден Ленина (1972).
- Орден Октябрьской Революции.
- Орден Трудового Красного Знамени (22.11.1982).
- Орден Красной Звезды (24.05.1944)[27].
- Два Ордена Отечественной войны II степени (6.04.1985, 17.01.1945)[28][29].
- Медаль За боевые заслуги (10.09.1942)[30].
- Заслуженный деятель науки Армянской ССР (1962).